# Friedrich Hendrix
Friedrich Hendrix (* 6. Januar 1911 in Aachen; † 30. August 1941 in Proletarskaja bei Leningrad, Sowjetunion) war ein deutscher Leichtathlet, der bei den Olympischen Spielen 1932 in Los Angeles die Silbermedaille in der 4-mal-100-Meter-Staffel gewann (zusammen mit Helmut Körnig, Erich Borchmeyer und Arthur Jonath / Friedrich Hendrix als zweiter Läufer). Er nahm bei diesen Olympischen Spielen auch am 200-Meter-Einzelrennen teil, schied jedoch im Zwischenlauf aus (21,9 s).
Friedrich Hendrix heiratete die erfolgreiche deutsche 100-Meter-Läuferin Marie Dollinger (Olympiateilnehmerin 1928, 1932, 1936). Seine Tochter Brunhilde Hendrix (1938–1995) wurde ebenfalls eine erfolgreiche Sprinterin und gewann bei den Olympischen Spielen 1960 in Rom wie ihr Vater die Silbermedaille in der 4-mal-100-Meter-Staffel.
Friedrich Hendrix startete für Schwarz-Rot Aachen. Bei einer Größe von 1,70 m hatte er ein Wettkampfgewicht von 63 kg.